# 神奈川県道206号田浦停車場線

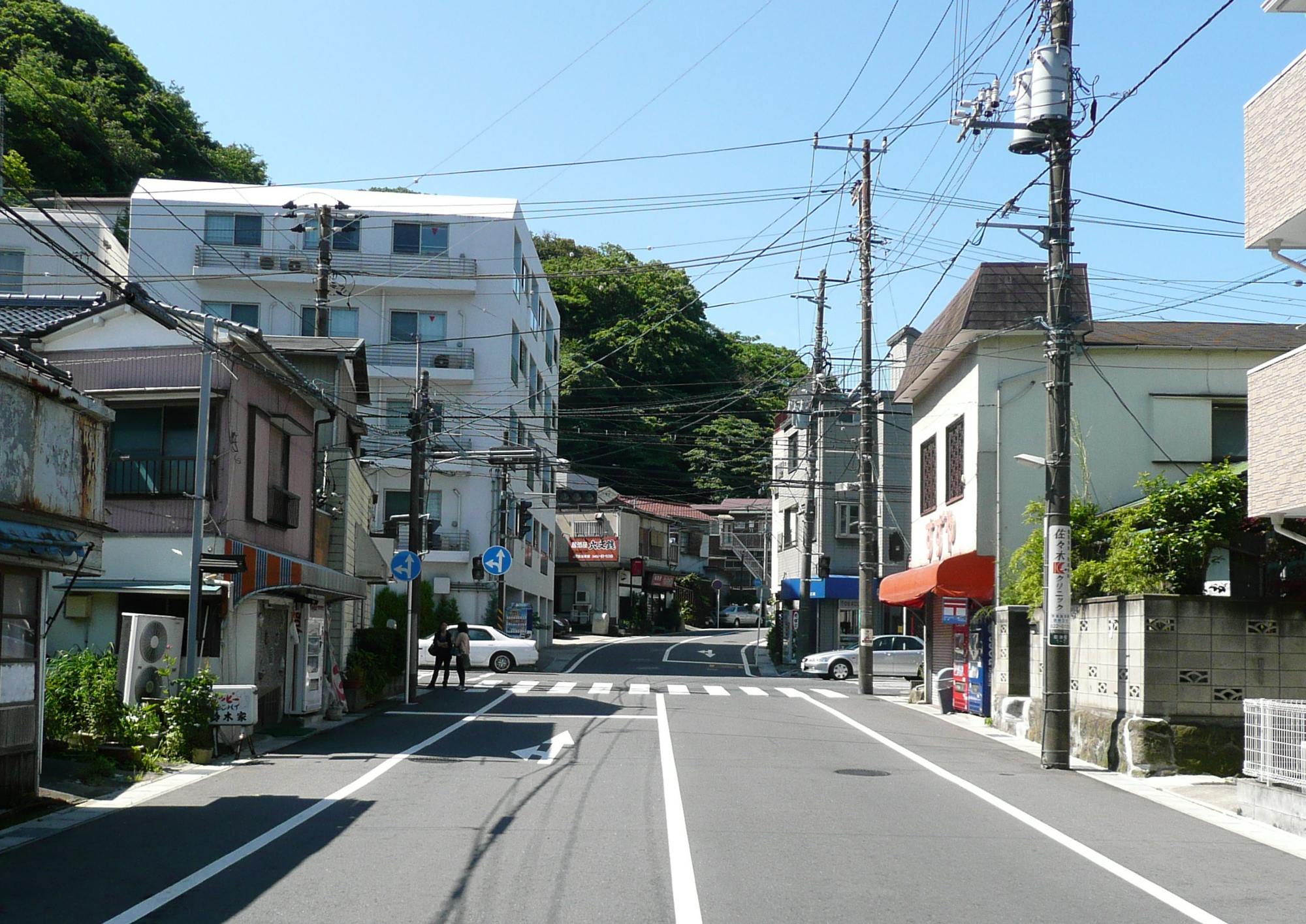
神奈川県道206号田浦停車場線（田浦駅前にて、2012年5月）

神奈川県道206号田浦停車場線（かながわけんどう206ごう たうらていしゃじょうせん）は、神奈川県横須賀市北部、田浦町を走る一般県道である。横須賀線田浦駅と幹線道路の国道16号を結ぶ道路であり、その延長は短い。

## 概要
山地に挟まれた谷戸の地形に沿って、北北東から南南西へと路線が延びる。付近の国道16号は上下線が離れる形でJR横須賀線の山側を東西方向に並行して走っており、これらと直交するかたちとなっている。
国道16号下り線（田浦町付近では西方向行き）が駅から離れているため、田浦駅を発着する路線バスのうち西側へ向かう路線（逗子方面・浦郷方面・追浜方面）はこの道路を通り田浦駅前に乗り入れている。対して東方向へのバスは国道16号上に停留所を設けており、駅前には乗り入れない。
- 総延長：0.1km
- 起点：横須賀市田浦町（横須賀線田浦駅前）
- 終点：横須賀市田浦町 田浦駅入口交差点（国道16号）
- Google マップ